# خرالمبوس
القديس خرالمبوس (بالإغريقية: Ἅγιος Χαράλαμπος ، آيوس خرالامبوس)‏ كان كاهن مسيحي مبكر ولد في مغنيسيا على نهر المندريس في آسيا الصغرى. اسمه Χαράλαμπος يترجم إلى مشع بالفرح في اليونانية. عاش في عهد سيبتيموس سيفيروس (193-211)، عندما كان لوسيان حاكم ماغنيسيا. يُعتقد أنه كان يبلغ من العمر 113 عامًا عند وفاته عام 202.

## حياته وشاهادته
كان خرالمبوس أسقف مغنيسيا ونشر الإنجيل في تلك المنطقة لسنوات عديدة. عندما وصلت أخبار تبشيره إلى السلطات الرومانية، الوالي لوسيان والقائد العسكري لوسيوس، تم القبض على خرالمبوس ومحاكمته، حيث اعترف بإيمانه بالمسيح ورفض تقديم الأضاحي للأوثان.
على الرغم من تقدمه في السن، تعرض للتعذيب الشديد. قام معذبوه بتمزيق جسده بخطافات حديدية وسلخ جلده عن جسده. يذكر أنه قال لمعذبيه: «أشكركم يا إخوتي على سلخ الجسد القديم وتجديد روحي للحياة الجديدة والأبدية». 
وفقا لسيرة القديس، اعتنق جنديان باسم «بورفيروس» و«بابتوس» المسيحية إثر مشاهدتهم تحمل القديس خرالمبوس لعذاباته، وقطع رأسيهما بالسيف نتيجة لذلك. كما استهدت ثلاث نساء شهدن على آلام خارالمبوس واعتنقن المسيحية.
ومن الأساطير المتداولة أن القائد لوسيوس أخذ أدوات التعذيب بغضب وبدأ يعذب خرالمبوس بنفسه، وإذ بساعديه يقطعان كما لو بالسيف. كما أن الحاكم لوسيان بصق في وجه القديس، فاستدار رأس لوسيان على الفور إلى الوراء. يروى أن كلا من لوسيان ولوسيوس صليا طلبا من للرحمة، فشفاهما القديس وأصبحا مسيحيين.
تقول الأسطورة إن خرالمبوس كان قد تعرض للمزيد من التعذسي بعد أن أحضر إلى الإمبراطور سبتيموس سيفيروس بنفسه. بعد أن حكم عليه بالموت واقتيد إلى مكان الإعدام، صلى خرالمبوس طالبا من الله تحصين مرقده من المجاعة والمرض. بعد صلاته هذه، أسلم روحه لله قبل أن يمس سيف الجلاد رقبته. وفقا للتقليد، تأثرت غالينا ابنة سيفيروس  بشدة بوفاته، حتى أنها اعتنقت المسيحية ودُفنت خرالمبوس بنفسها. 

## تقديسه

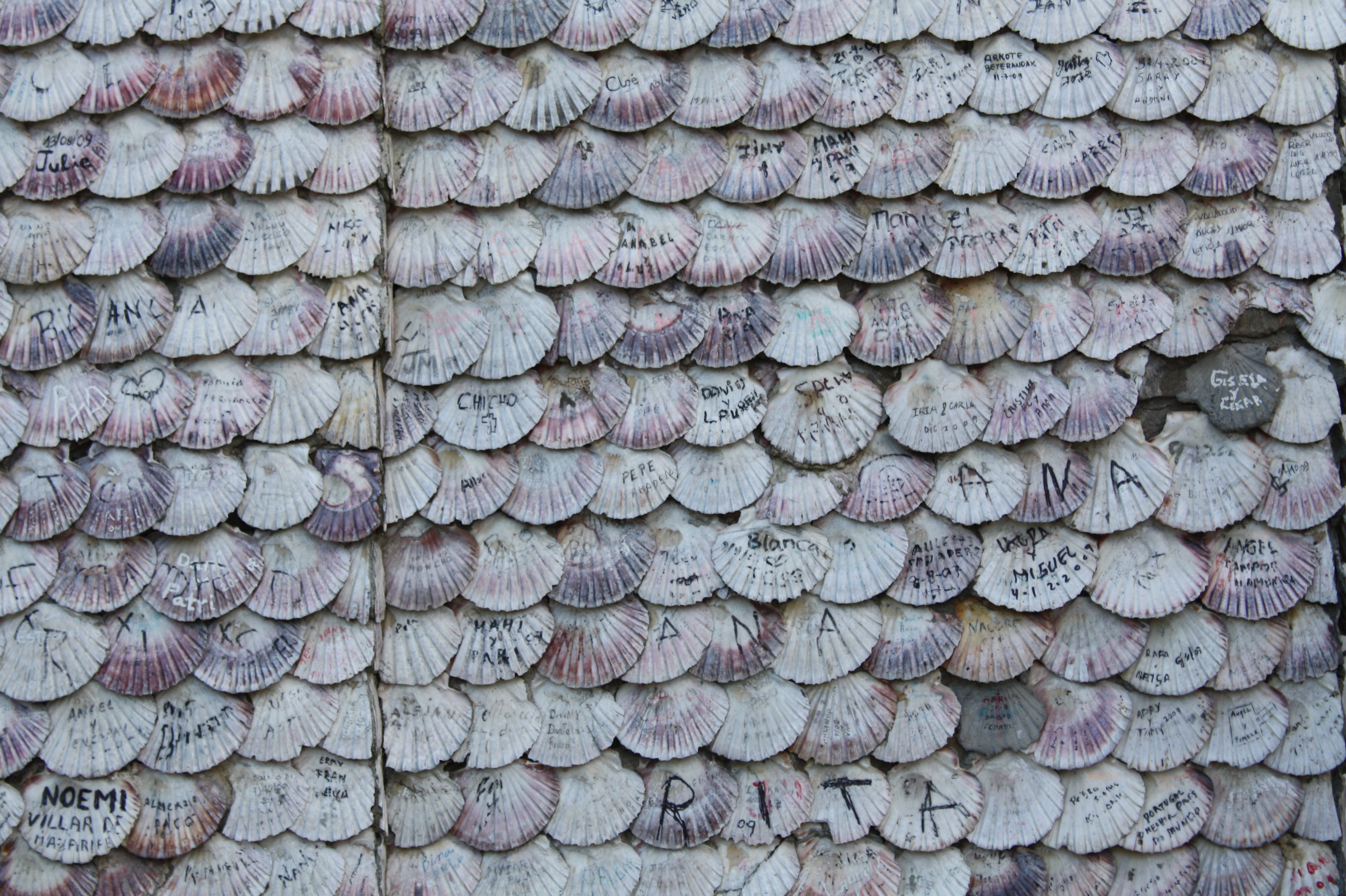
تفاصيل جدار مُزخرف بالأصداف في كنيسة القديس كارالامبيوس، جزيرة لا توخا (أو غروف، بونتيفيدرا)

جمجمة القديس خرالمبوس محفوظة في دير القديس اسطفان في ميتيورا في اليونان. تُنسب العديد من المعجزات تقليديًا إلى ذخائره الموجودة في أماكن عدة في اليونان وخارجها. أعطت هذه المعجزات القديس خرالمبوس، والذي يعتبر أكبر الشهداء عمرا، معزة خاصة لدى الشعب اليوناني. في بعض الجزر اليونانية، يحتفل بيوم القديس بالتضحية بالثيران. «هذا المهرجان هو أهم نشاط شعبي في قرية آيا باراسكيفي، ويجمع ما بين أحداث عدة تتعلق بطقوس التضحية بالثور. أحيت [مجموعة زراعية] هذه العادة القديمة عام 1774 تقديسًا للقديس خرالمبوس، حامي المجموعة الزراعية التي تنظم المهرجان».
يحتفل بعيد القديس خرالمبوس بالعادة بتاريخ 10 فبراير (الموافق ل23 فبراير بحسب التقويم اليولياني)،  باستثناء عندما يصادف هذا التاريخ يوم سبت الأرواح الذي يسبق الصوم الأربعيني أو يوم الاثنين النظيف (اليوم الأول من الصوم الكبير)، وفي هذه الحالة يتم الاحتفال بالعيد في 9 فبراير. كما أن القديس خرالمبوس يقدس في كوميتان في ولاية تشياباس، المكسيك (ويسمى بالإسبانية سان كارالامبيو).

## الايقونية
في سير القديسين والأيكونغرافيا بحسب التقليد اليوناني، يعتبر خرالمبوس كاهنًا، بينما تعتبره المصادر الروسية أسقفًا.